# The Last One
"The Last One" é o final da série de televisão estadunidense Friends, servindo como o décimo sétimo e décimo oitavo episódio de sua décima temporada. Foi escrito pelos criadores do programa David Crane e Marta Kauffman, e dirigido pelo produtor executivo Kevin S. Bright. Exibido originalmente em 6 de maio de 2004 nos Estados Unidos pela National Broadcasting Company (NBC), foi assistido por 52,46 milhões de telespectadores, tornando-se a transmissão mais assistida em seis anos.
Este episódio encerra várias histórias ocorridas ao longo da série. Ross Geller (David Schwimmer) confessa seu amor por Rachel Green (Jennifer Aniston), e eles decidem reatar seu relacionamento; e Monica Geller (Courteney Cox) e Chandler Bing (Matthew Perry) adotam gêmeos e se mudam para os subúrbios. A cena final do episódio mostra o grupo indo para o Central Perk para tomarem uma última xícara de café.
Antes de escreverem o episódio, Crane, Kauffman e Bright assistiram os finais de outras sitcoms em busca de inspiração. As filmagens ocorreram nos estúdios da Warner Bros. em Burbank, Califórnia; a primeira parte foi gravada em 16 de janeiro de 2004, e a segunda em 23 de janeiro. O final foi bem-recebido pelos críticos e pelos membros do elenco.

## Enredo

### Primeira parte
Phoebe Buffay (Lisa Kudrow) e Joey Tribbiani (Matt LeBlanc) empacotam os pertences de Monica e Chandler, que acompanharam Erica (Anna Faris) ao hospital. Rachel deixa o apartamento de Ross após terem dormido juntos na noite anterior. Erica dá à luz a gêmeos, surpredendo Monica e Chandler, que esperavam apenas uma criança. Em seu apartamento, Joey mostra a  Phoebe seu presente para Monica e Chandler: um pintinho e um pato para substituírem os que morreram. Em seguida, Ross aparece e confessa aos dois que dormiu com Rachel. A mesma sai de seu quarto e diz a ele que o sexo foi "a maneira perfeita de se despedir".[carece de fontes?]
Mais tarde, na cafetaria Central Perk, Phoebe convence Ross a dizer a Rachel o que sente por ela antes que ela viaje para seu novo emprego em Paris. Quando ele está prestes a contar a ela, o gerente do estabelecimento Gunther (James Michael Tyler) confessa seu amor para a mesma. De volta ao apartamento de Monica e Chandler, Ross decide não contar a Rachel, por medo de rejeição. Ela se prepara para pegar seu voo, mas espera tempo suficiente para Monica e Chandler retornarem com os gêmeos, chamados de Erica (homenageando a mãe biológica dos bebês) e Jack (homenageando o pai de Monica), respectivamente. Depois de Rachel partir, Ross muda de ideia, e Phoebe leva-o em seu táxi para segui-lá até o aeroporto.[carece de fontes?]

### Segunda parte
Joey retorna ao seu apartamento para buscar o pintinho e o pato que havia guardado, mas acha que eles ficaram presos na mesa de pebolim. Chandler e Joey decidem quebrá-la quando não conseguem encontrar outra forma de tirar as aves de lá. Phoebe dirige Ross até o aeroporto e, depois de comprarem uma passagem para passarem pela segurança, eles procuram nos painéis de informação o número do voo de Rachel. Phoebe liga para Monica, e descobre que Rachel está no Aeroporto de Newark, enquanto eles estão no JFK. Phoebe telefona para Rachel para ganhar tempo. Quando um passageiro ouve Phoebe dizendo que há um problema com a fictícia "phalange esquerda" do avião, ele decide descer do avião, convencendo os outros tripulantes a fazer o mesmo. Chandler e Joey acham que são incapazes de quebrar a mesa de futebol,  no entanto, Monica se oferece a fazer isso por eles. Depois de recuperar as aves, Chandler sugere que Joey fique com elas.[carece de fontes?]
Phoebe e Ross chegam no aeroporto enquanto Rachel embarca no avião novamente. Ross diz que a ama, mas ela é incapaz de lidar com a sua confissão e mesmo assim entra no avião. Ross volta para seu apartamento e encontra uma mensagem de Rachel na secretária eletrônica. Ela explica suas atitudes e decide desembarcar do avião, mas a mensagem é interrompida. Ross se vira para ver Rachel de pé na porta e eles se beijam. Na manhã seguinte, os amigos se reúnem no apartamento vazio de Monica e Chandler. Com algum tempo restante antes de Monica e Chandler partirem para a casa nova, todos eles colocam suas cópias da chave da resdência no balcão da cozinha e decidem ir ao Central Perk para tomarem uma última xícara de café.[carece de fontes?]

## Produção

### Escrita e música
Os criadores da série completaram o primeiro esboço do final de uma hora em janeiro de 2004, quatro meses antes de sua exibição em 6 de maio. Antes de escrever o episódio, David Crane, Marta Kauffman e Kevin S. Bright decidiram assistir os finais de outras sitcoms em busca de inspiração, prestando atenção ao que funcionou e ao que não. Eles acharam o final de The Mary Tyler Moore Show excelente. Os escritores tiveram dificuldades para criarem o episódio, pensando vários dias na cena final, sem serem capaz de escrever uma palavra. Crane disse que não queria fazer "que o programa saísse de seu conceito".
A música tocada no fim do episódio quando a câmera filma todo o apartamento vazio é "Embryonic Journey" do grupo Jefferson Airplane. A canção "Yellow Ledbetter" da banda Pearl Jam também aparece no episódio—após Rachel embarcar no avião pela primeira vez—sendo a  primeira a música de Pearl Jam a ser licenciada para um programa de televisão.

### Filmagem

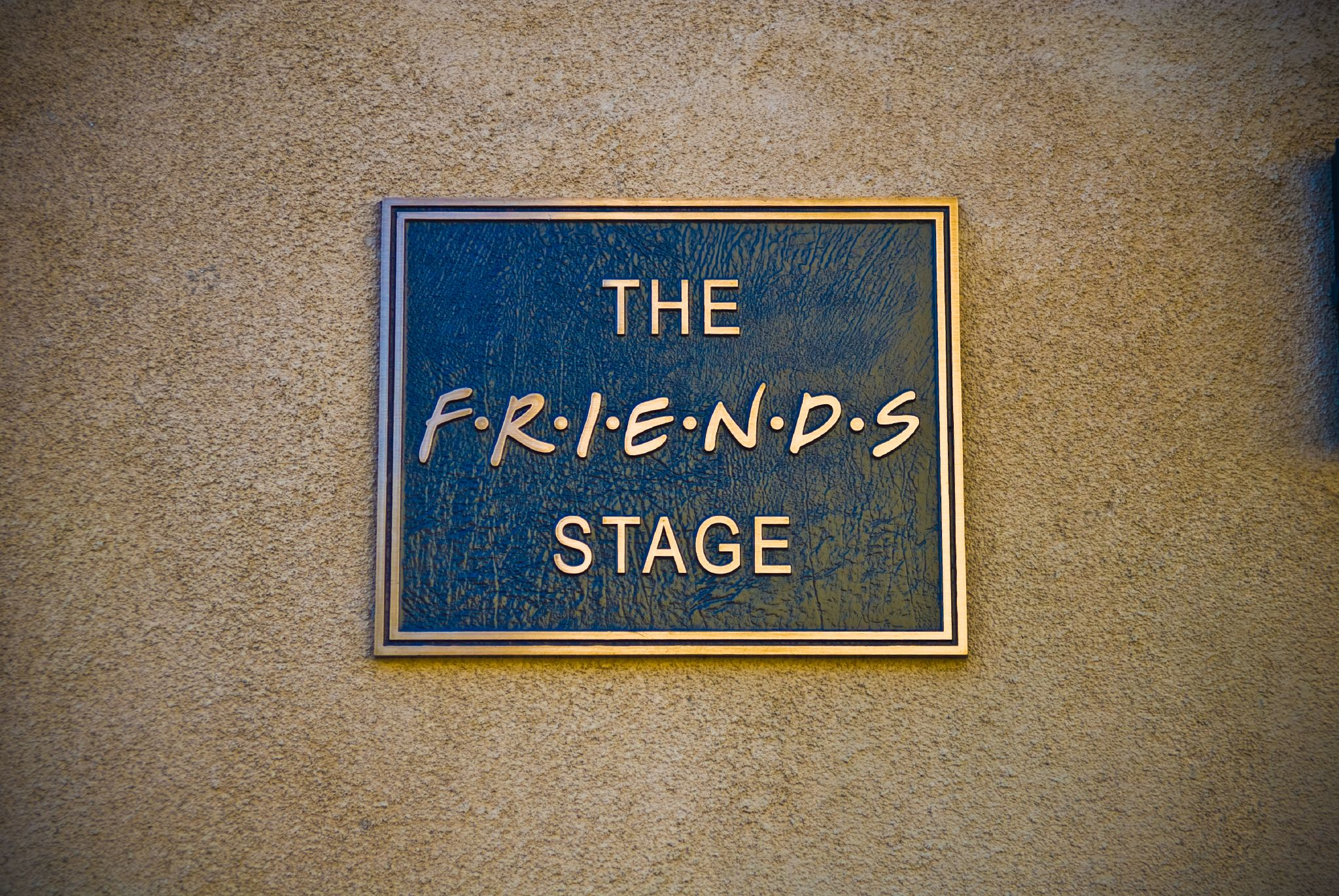
Depois das filmagens do episódio final terem sidas concluídas, o Estúdio 24 na Warner Bros. Studios, onde Friends usou-o desde sua segunda temporada, foi renomeado para "The Friends Stage".

O episódio foi filmado em Los Angeles, Califórnia no Estúdio 24 na Warner Bros. Studios, onde Friends tinha sido gravado desde a sua segunda temporada. A primeira parte foi gravada em 16 de janeiro de 2004, e a segunda em 23 de janeiro. Após o final da série o Estúdio 24 foi renomeado para "The Friends Stage".
Um mês antes da gravação do episódio final, Aniston disse que a cada episódio ficou "mais difícil de ler o roteiro". Ela explicou que todo o elenco estava "nervoso [...] Ninguém sabe como se sente. Talvez precisemos ser sedados na noite passada." Os produtores prometeram um final triste, e o elenco admitiu que seu choro não era falso quando eles filmaram suas cenas. LeBlanc revelou que havia sido demasiado para ele e para o resto do elenco; afirmando que Kudrow foi a primeira a chorar, e quando ele olhou para Aniston e Cox elas também pareciam emocionais. Schwimmer também estava chateado, então LeBlanc "não se conteve." Maggie Wheeler, que interpretava a ex-namorada de Chandler, Janice, disse à revista People que "o elenco inteiro teve que voltar e refazer a maquiagem antes de começar", e Perry quebrou a tensão, dizendo: "Alguém será demitido." O mesmo contou ao New York Daily News que não chorou: "mas sentiu que estava prestes a chorar por umas sete horas."
Embora fosse esperado que algumas cenas importantes do episódio fosse filmadas sem uma audiência para evitar a divulgação da trama, os produtores decidiram não se preocupar com isso e filmaram tudo na frente da platéia. Eles também divulgaram o rumor de que filmariam múltiplos finais; de fato, apenas um foi planejado e filmado.
No começo de cada de episódio de Friends, o elenco era ordinariamente apresentado à platéia um de cada vez, mas desta vez o elenco saiu junto. "Isso me fez chorar", disse Diane Newman, que era a supervisora de roteiro do programa. Entre a platéia especialmente convidada da gravação estava Hank Azaria, que interpretou o namorado cientista de Phoebe, David, em vários episódios ao longo dos anos; David Arquette, que filmou sua esposa Cox e os outros nos bastidores com uma câmera videográfica; e Maggie Wheeler. Brad Pitt, na altura marido de Aniston, não compareceu; ele disse aos produtores que queria se surpreender quando o final fosse transmitido na televisão. Embora algumas pessoas foram convidadas, cerca de 75% da platéia eram pessoas "comuns" para que suas reações fossem congruentes com o resto da série.

## Recepção

### Promoção, audiência e prêmios
A National Broadcasting Company (NBC) promoveu fortemente o final da série por semanas. As afiliadas locais da emissora organizaram festas de exibição em várias partes dos Estados Unidos, incluindo um evento na Universal CityWalk com uma emissão especial do final em uma tela Astrovision exterior. Foi exibido nos telões dos parques de Nova Iorque onde mais de três mil pessoas assistiram. O final foi o tema de dois episódios da revista eletrônica Dateline NBC, sendo que um possui duas horas de duração. Antes de sua exibição, uma retrospectiva de uma hora de clipes de episódios anteriores foi mostrada. Após o final, The Tonight Show with Jay Leno foi filmado no set do Central Perk de Friends, local que caracterizou o elenco e os convidados da série. As taxas de publicidade para o episódio da série foram de 2 milhões de dólares para um comercial de 30 segundos, quebrando o recorde do final de Seinfeld de 1,7 milhão de dólares.
O final foi assistido por 52,5 milhões de telespectadores estadunidenses, tornando-se a transmissão mais vista em seis anos. "The Last One" não foi o episódio mais assistido de Friends; "The One After the Superbowl", como sugere o título, foi exibido logo depois do Super Bowl XXX em 28 de janeiro de 1996 e atraiu uma audiência de 52,9 milhões de espectadores. Foi o quarto final de série mais assistido na história da televisão, atrás de M*A*S*H, Cheers e Seinfeld, com 123, 102,4 e 85,9 milhões de espectadores, respectivamente. O episódio retrospectivo foi visto por menos de 36 milhões de pessoas, e o final foi o segundo programa de televisão mais assistido do ano, atrás apenas do Super Bowl.
Em 2004, episódio foi nomeado para dois Emmys, sendo eles "Melhor Mixagem de Som para uma Série ou Especial Multicâmera" e "Melhor Edição para uma Série Multicâmera", mas perdeu ambos para Frasier.

### Crítica profissional
Robert Bianco, do USA Today, descreveu o final como divertido e satisfatório, e elogiou a combinação equilibrada de humor e emoção enquanto mostrava cada uma das estrelas. Sarah Rodman, do Boston Herald, prezou Aniston e Schwimmer por suas atuações, mas sentiu que a reunião de seus personagens "foi um pouco desproporcional, mesmo sendo o que a maioria dos fãs queriam."  Noel Holston, do Newsday, chamou o episódio de "doce, tolo e satisfatório", enquanto Roger Catlin, do The Hartford Courant, sentiu que os recém-chegados à série seriam "surpreendidos de que quase todas as gargalhadas dependiam da estupidez dos personagens".

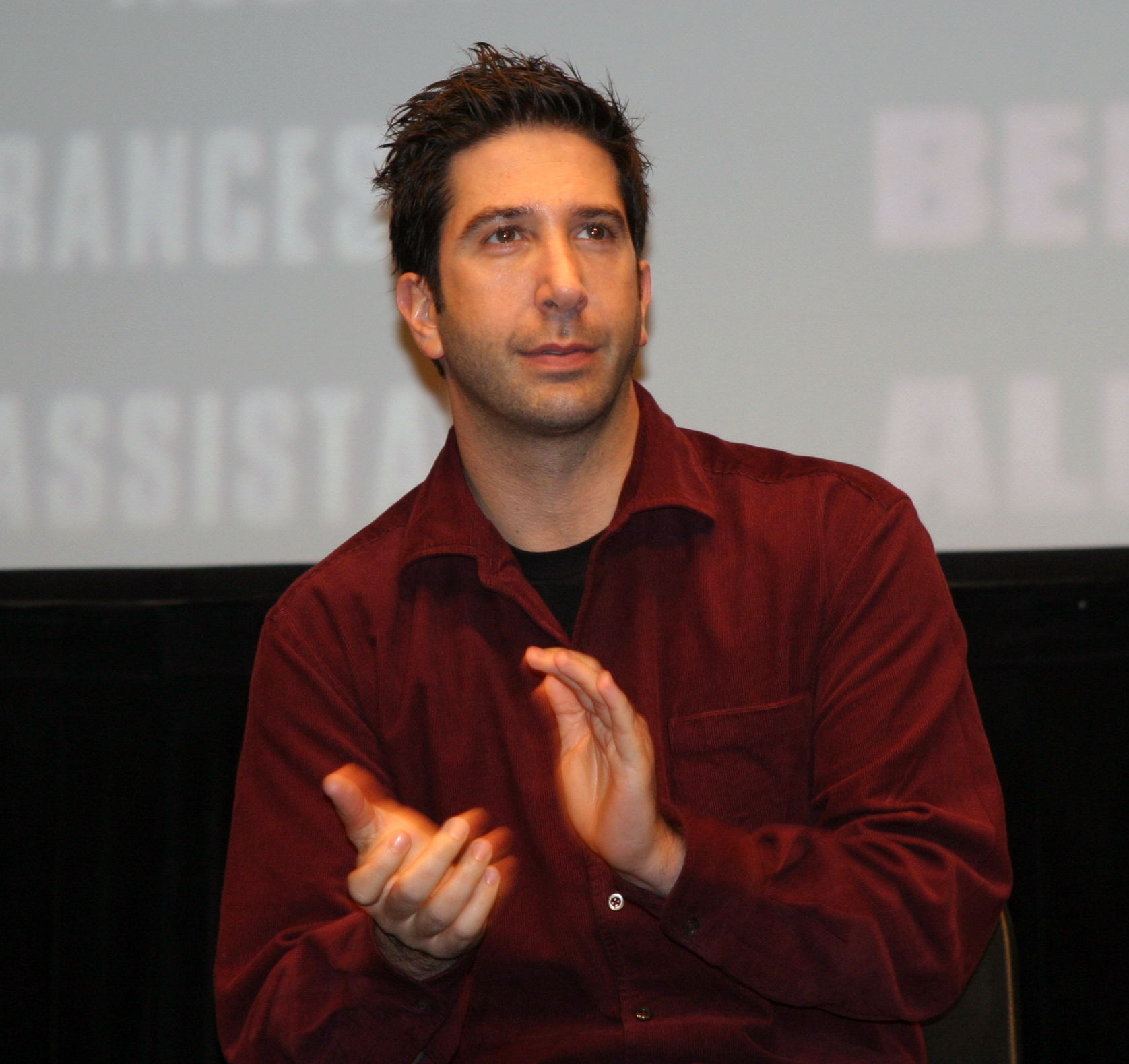
O final foi "exatamente" o que David Schwimmer esperava.

Um editorial do USA Today destacou a visão de muitos críticos que encontraram problemas com o envelhecimento do elenco, comentando: "Friends estava ficando entediante ao mesmo tempo que permanecia popular." Heather Havrilesky, do Salon.com, disse que apesar da "nauseante campanha publicitária, da temporada decepcionante e no final medíocre, é importante lembrar o quão grande este programa foi por um longo tempo." Ken Parish Perkins do Fort Worth Star-Telegram, pontuou o episódio com um B, dizendo que é "mais comovente do que cômico, mais satisfatório em termos de encerramento do que de diversão."

### Resposta do elenco
Os membros do elenco se reuniram em Los Angeles para assistirem o final. Foi bem recebido pelo elenco principal, que estava confiante de que os fãs teriam a mesma reação. David Schwimmer disse: "Foi exatamente o que eu esperava. Nós todos acabamos com uma sensação de um novo começo e o público teve a sensação de que é um novo capítulo na vida de todos estes personagens."
Na gravação do episódio, o elenco e a equipe distribuíram anuários e camisetas, feitas pela equipe de produção para cada um assinar. O elenco deu aos produtores relógios Cartier SA, enquanto os produtores deram ao elenco jóias Neil Lane. Quando o set foi desarmado, cada membro do elenco e da equipe ficou uma peça da rua em frente ao Central Perk em uma caixa de vidro como uma lembrança.
Houve três separadas festas, sendo elas: um jantar na residência Aniston-Pitt em 19 de janeiro de 2004, outra em West Hollywood em 22 de janeiro, e uma grande festa para mil convidados em 24 de janeiro no Park Plaza Hotel em Los Angeles. Nesta última, a banda The Rembrandts apresentou a canção tema de Friends, "I'll Be There for You", e o elenco fez uma recriação da primeira cena do episódio piloto.